# Западная церковь (Торсхавн)
Западная церковь Торсхавна — лютеранский храм в Торсхавне (Дания). Высота здания 40,5 метров, что делает его самым высоким строением на Фарерских островах.

## История
Здание построено в 1975 году. В Духов день, 5 Июня 2006 года перед церковью был установлен памятник Сигмундуру Брестиссону, который положил начало христианизации островов и был убит в 1005 году. Автор памятника Ханс Паули Ольсен.

## Описание
Основание здания сделано из базальта, на котором поставлен пирамидообразный купол из меди и стекла.